# 孔武
孔武（？—？），字子威，西汉时期的鲁国人。孔子的十一代孫，孔穿的玄孙，孔谦的曾孙，孔腾的孫子，孔忠的兒子。
孔武在漢文帝在位期間時被徵召爲博士。《史記·孔子世家》作“子襄生忠，年五十七。忠生武，武生延年及安国”。《闕里志》以後志書、族書作孔武一子，名孔延年，孔安国是他的弟弟。孔安国《尚书》序云：“我先人用藏其家书于屋壁。”